# Relaciones India-Corea del Sur
Las relaciones India-Corea del Sur han sido relativamente fuertes desde hace 2000 años, aunque ha sido en los últimos 30 años cuanto más se han fortalecido. Los dos países tienen muchas semejanzas en sus sistemas económicos y políticos. Desde el establecimiento de relaciones diplomáticas en 1973, han establecido varios acuerdos de comercio: Acuerdo de comercio preferente, Acuerdo de Cooperación Económica y Tecnológica (firmado en 1974); Acuerdo de Cooperación en Tecnología y de Ciencia en 1976; Convención para la Evasión de Impuestos Dobles en 1985; y Protección de preferencia en Inversión en 1996. El comercio entre las dos naciones ha aumentado de manera exponencial, viéndose reflejado por los 530 millones de dólares durante el año fiscal de 1992-1993, y los 10 mil millones de dólares durante 2006-2007. En 2013 la cifra rompió récords, llegando 17.6 mil millones.
Durante la crisis financiera asiática de 1997, los negocios coreanos han estado buscando métodos para aumentar el acceso a los mercados globales, y uno de estos métodos fueron inversiones en las relaciones comerciales con India. Las últimas dos visitas presidenciales de Corea del Sur a India fueron en 1996 y 2006, y los trabajos de embajada entre los dos países han sido descritos como "insuficientes". Recientemente, se ha conocido la opinión de los habitantes coreanos y de sus esferas políticas, y ambos coincidían en que la expansión de las relaciones con India tendría que ser una prioridad económica y política para Corea del Sur. Muchas de las inversiones económicas de Corea del Sur han sido invertidas en China; pero no han descuidado demasiado la relación del todo con India, ya que Corea del Sur es actualmente el quinto país más fuerte que invierte allí. Al The Times of India, Roh Tae-woo dio su opinión sobre la cooperación entre las empresas de software de ambos países, señalando que es una alianza que puede traer consecuencias muy positivas en el plano económico. Los dos países han apalabrado una revisión de las políticas de visado entre los dos países, que se hizo oficial en 2012, una expansión de lcomercio, y el establecimiento de acuerdo de comercio libre para incrementar la cantidad de inversión. Compañías coreanas como LG y Samsung han establecido centros de fabricación e instalaciones de servicio en India, y varias compañías de construcción coreanas ganaron subvenciones, traducidas en porciones de los muchos planes de edificación en India, como el Proyecto de Desarrollo de Carreteras Nacional. Tata Motors ha comprado de Daewoo Commercial Vehicles por 102 millones de dólares, los cuales están desinados principalmente a la subcontratación.
En junio de 2012, India, un importante importador de armas y equipos militares, planeó la compra ocho buques de guerra de Corea del Sur, pero lo canceló. Las relaciones India-RoK han tenido grandes avances en los últimos años y se han vuelto verdaderamente multidimensionales, impulsadas por una significativa convergencia de intereses, buena voluntad mutua e intercambios de alto nivel. El Primer Ministro Manmohan Singh realizó una visita oficial a Seúl del 24 al 27 de marzo de 2012, relacionada con las Cumbres de Seguridad Nuclear, con el objetivo de la ampliación de la asociación estratégica bilateral que se forjó durante la visita de Estado del Presidente Lee Myung-bak a la India. También se emitió una Declaración Conjunta durante la visita del Primer Ministro. El PM visitó por última vez Seúl del 10 al 12 de noviembre de 2010 para la Cumbre del G20. El presidente anterior Smt. Pratibha Devisingh Patil realizó una visita de estado a RoK del 24 al 27 de julio de 2011 durante la cual se firmó el Acuerdo de Cooperación de Energía Nuclear Civil. El presidente Lee realizó una visita histórica a India, como invitado principal en las celebraciones del Día de la República de la India el 26 de enero de 2010, cuando las relaciones bilaterales se elevaron al nivel de la Alianza Estratégica. Su visita precedió a una igualmente exitosa Visita de Estado a RoK por el presidente Abdul Kalam, en febrero de 2006, que anunció una nueva y vibrante fase en las relaciones India-RoK. Inicialmente condujo al lanzamiento de una Fuerza de Tarea Conjunta para concluir un Acuerdo de Asociación Económica Global (CEPA) bilateral, que fue firmado por el ministro de Comercio e Industria Shri Anand Sharma en Seúl el 7 de agosto de 2009.

## Historia
El hecho de que las personas en el subcontinente indio estaban familiarizadas con las costumbres y creencias de Corea está ampliamente atestiguado por los registros del peregrino budista chino I-Ching, que llegó a la India en 673. I-Ching escribe que los indios consideraban a los coreanos como "adoradores del gallo". Este concepto sobre los coreanos se basó en una leyenda de la dinastía Silla. La leyenda dice que en el año 65 d. C., al rey de Silla, Talhae, le dijeron una información sobre una caja de oro que yacía en el bosque vecino. Él mismo fue a investigar y descubrió que era cierto: una caja de oro, resplandeciente con luz divina, colgaba de una rama de un árbol. Debajo del árbol, un gallo cantaba y, cuando se abrió la caja, se encontró un hermoso niño adentro. El niño se llamaba "Al-chi", que significa "bebé", y se le dio el apellido "Kim", que significa oro, para indicar su surgimiento del tronco dorado. El rey formalmente nombró al niño su propio hijo y príncipe heredero. Cuando Kim Al-chi ascendió al trono, a Silla se la llamó "Kyerim", que significa "bosque gallo", porque un gallo se había refugiado debajo del árbol donde yacía en la caja.
En 2001, un monumento de Heo Hwang-ok, que se cree que es una princesa de origen indio, fue inaugurado por una delegación coreana en la ciudad de Ayodhya, India, que incluyó a más de un centenar de historiadores y representantes del gobierno. En 2016, una delegación coreana propuso desarrollar el monumento. La propuesta fue aceptada por el primer ministro de Uttar Pradesh, Akhilesh Yadav.
Un famoso visitante coreano a la India fue Hyecho, un monje budista coreano de Silla, uno de los tres reinos coreanos de la época. Siguiendo el consejo de sus maestros indios en China, se dirigió a la India en el año 723 EC para familiarizarse con el idioma y la cultura de la tierra de Buda. Escribió un diario de viaje de su viaje en chino, Wang ocheonchukguk jeon, "Una cuenta de viaje a los cinco reinos indios". Durante mucho tiempo, este trabajo se consideró perdido. Sin embargo, apareció una parte entre los manuscritos de Dunhuang a principios del siglo XX.
Un rico comerciante del Sultanato Ma'bar, Abu Ali (P'aehali) 孛 哈里 (o 布哈爾 Buhaer), se asoció estrechamente con la familia real Ma'bar. Después de pelearse con ellos, se trasladó a la dinastía Yuan de China y recibió una mujer coreana como esposa y un trabajo del emperador mongol, la mujer fue anteriormente la esposa de (桑哥) Sangha y su padre fue (蔡仁揆) 'Ch'ae In'gyu durante el reinado de (忠烈) Chungnyeol de Goryeo, grabado en Dongguk Tonggam, Goryeosa y (留 夢 炎) Zhong'anji de Liu Mengyan (中 俺) ong Zhong'anji. (桑哥) Sangha era un tibetano.

### Relaciones modernas
La Comisión Mixta India-República de Corea para la cooperación bilateral se estableció en febrero de 1996, y está presidida por el ministro de Asuntos Exteriores y el ministro de Asuntos Exteriores y Comercio de la parte coreana. Hasta ahora, se han celebrado seis reuniones de la Comisión Conjunta, la última en Seúl en junio de 2010. En abril de 2011 se estableció un Centro Cultural Indio en la República de Corea y Karan Singh, Presidente del Consejo Indio de Relaciones Culturales, inauguró el Festival de la India en Corea. Se celebrará durante 8 meses con el fin de revitalizar las relaciones culturales entre los dos países. La comunidad india en Corea del Sur se estima en alrededor de 8000 personas. Su composición incluye hombres de negocios, profesionales de IT, científicos, becarios de investigación, estudiantes y trabajadores. Hay alrededor de 150 empresarios que se ocupan principalmente de textiles. Más de 1000 profesionales / ingenieros de TI han llegado recientemente a ROK y están trabajando en varias compañías, incluidas grandes multinacionales como Samsung y LG. Hay alrededor de 500 científicos / investigadores de investigación posdoctoral en la República de Corea que trabajan en instituciones de prestigio. La expresidenta surcoreana Park Geun-hye visitó India en 2014. En julio de 2018, el presidente surcoreano Moon Jae-in y el primer ministro indio Narendra Modi inauguraron conjuntamente la fábrica de teléfonos inteligentes más grande del mundo, "Samsung" en Noida, India.